# Mount Graham (Antarktika)
Mount Graham ist ein 460 m hoher Berg im westantarktischen Marie-Byrd-Land. Er ragt im nördlichen Teil der Harold Byrd Mountains auf.
Das Advisory Committee on Antarctic Names benannte ihn 1967 nach Lieutenant Commander Robert E. Graham, leitender Offizier der Überwinterungsmannschaft der Flugstaffel VX-6 der United States Navy auf der Station Little America V im Jahr 1956.